# Michaeliskirche
De Michaeliskirche of St. Michael in de Duitse stad Hildesheim is een vroeg-romaans (Ottoons) kerkgebouw. De kerk staat samen met de Dom van Hildesheim op de werelderfgoedlijst. De kerk werd tussen 1001 en 1031 gebouwd onder bisschop Bernward van Hildesheim en vormt één geheel met een voormalig door de bisschoppen bewoonde kasteelachtige residentie (Burg Gottes).
Sinds 1542 is de kerk in protestantse handen. De kerk wordt tegenwoordig door lutheranen gebruikt en de crypte door katholieken, waarmee de kerk een simultaankerk is.
Het complex werd in 1945 tijdens de Tweede Wereldoorlog door een geallieerd luchtbombardement verwoest, maar na de oorlog nauwkeurig volgens het origineel herbouwd. Het beroemde, vroeg-13e-eeuwse houten beschilderde plafond was in 1943 uit voorzorg uit de kerk verwijderd en werd in 1960 weer in het gerestaureerde gebouw aangebracht.

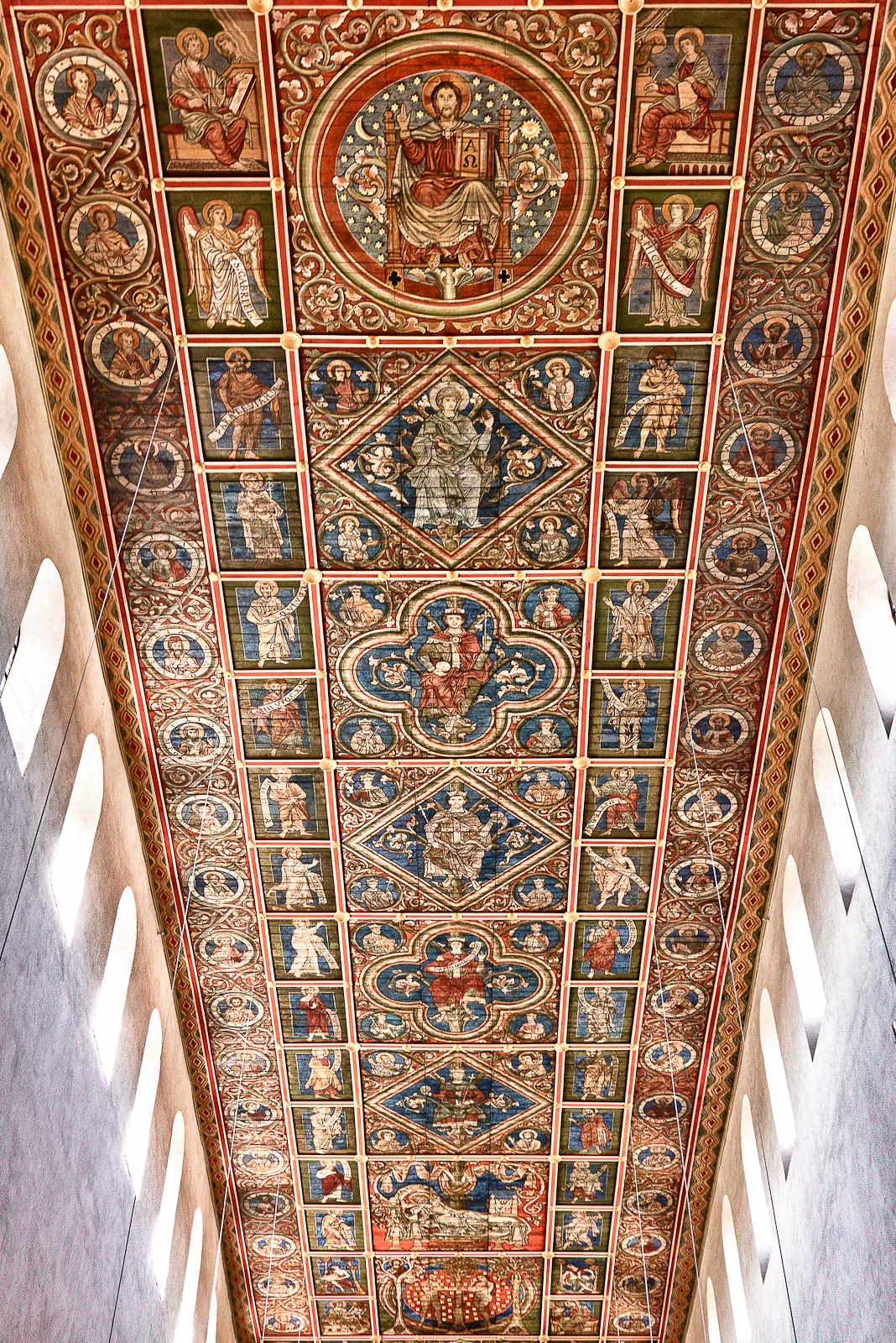
Houten plafond van de Michaeliskirche

In 2014 werd de kerk op een 2-euro-herdenkingsmunt afgebeeld.
Dom van Aken · Abdij en Altenmünster van Lorsch · Slot Augustusburg en slot Falkenlust in Brühl · Bamberg · Bauhaus en zijn sites in Weimar, Dessau en Bernau · Klassiek Weimar · Fagusfabriek · Rammelsbergmijnen en historische stad Goslar · Dom van Keulen · Hanzestad Lübeck · Luthergedenkplaatsen in Eisleben en Wittenberg · Abdij van Maulbronn · Groeve Messel · Fürst-Pückler-Park Bad Muskau · Kloostereiland Reichenau · Museuminsel in Berlijn · Parklandschap Dessau-Wörlitz · Stiftskerk, kasteel en historisch centrum van Quedlinburg · Bedevaartskerk van Wies · Historisch centrum van Regensburg met Stadtamhof · Romeinse monumenten, Dom en Onze-Lieve-Vrouwekerk in Trier · Oude en voorhistorische beukenbossen van de Karpaten en andere regio's van Europa · Paleizen en parken van Potsdam en Berlijn · Michaeliskirche en Dom van Hildesheim · Dom van Speyer · Historisch centrum van Stralsund en Wismar · Stadhuis en Rolandstandbeeld van Bremen · Grenzen van het Romeinse Rijk: Opper-Germaans-Raetische limes · Bovenloop van het Midden-Rijndal · IJzersmelterij van Völklingen · Kasteel Wartburg · Residentie van Würzburg · Kolenmijn en industriecomplex Zeche Zollverein in Essen · Modernistische woonwijken in Berlijn · Waddenzee · Prehistorische paalwoningen in de Alpen · Markgrafelijk Operahuis in Bayreuth · Bergpark Wilhelmshöhe · Karolingisch westwerk en Civitas Corvey · Speicherstadt en het Kontorhausviertel met het Chilehaus in Hamburg · Architecturaal werk van Le Corbusier (Weißenhofsiedlung) · Grotten en kunst uit de ijstijd in de Zwabische Jura · Archeologisch grenslandschap van Hedeby en de Danevirke · Dom van Naumburg ·  Mijnstreek Erzgebirge/Krušnohoří · Waterbeheersysteem van Augsburg · Historische kuuroorden van Europa (Bad Ems, Baden-Baden en Bad Kissingen) · Mathildenhöhe Darmstadt · Grenzen van het Romeinse Rijk - De Neder-Germaanse limes · ShUM-sites van Speyer, Worms en Mainz · Grenzen van het Romeinse Rijk - De Donaulimes (Westelijk gedeelte)  · Joods-middeleeuws erfgoed van Erfurt · Complex van de residentie van Schwerin · Moravische kerknederzettingen (Herrnhut)
- Bibsys: 4046155
- Catàleg d'autoritats de noms i títols de Catalunya: 981058614803306706
- Gemeinsame Normdatei: 4215419-4
- Library of Congress Control Number: n88135576
- Nationale Bibliotheek van Letland: 000176715
- Nationale Bibliotheek van Tsjechië: kn20100607003
- Nationale Bibliotheek van Israël: 987007597231805171
- Nationale en Universitaire bibliotheek Zagreb: 000787856
- Virtual International Authority File: 151755121